# Pascal Gregor
Pascal Gregor (født 18. februar 1994) er en dansk fodboldspiller, der fra Januar 2025 spiller for Halmstads BK, hvortil han kom fra Lyngby Boldklub. Inden da spillede han for FC Nordsjælland og FC Helsingør.

## Klubkarriere

### FC Nordsjælland
Efter Gregor i flere år havde spillet for FC Nordsjælland som ynglingespiller blev han i sommeren 2013 rykket op på klubbens førsteholdstrup. Idéen var, at han skulle afløse Jores Okore, som lige var skiftet til Premier League. Han var bl.a. i 2012/13 sæsonen med til at vinde DM-guld for U/19-holdet.
I december 2013 blev Gregors fornemme præstationer belønnet med en ny 4-årig kontrakt. Parterne havde herefter papir på hinanden frem til udgangen af 2017.
Op til kontraktudløb afviste Gregor at forlænge sin kontrkat.

### FC Helsingør
I januar 2018 skiftede Pascal Gregor til FC Helsingør på en fri transfer. Pascal Gregor skrev under på en toårig kontrakt.